# Großflügler

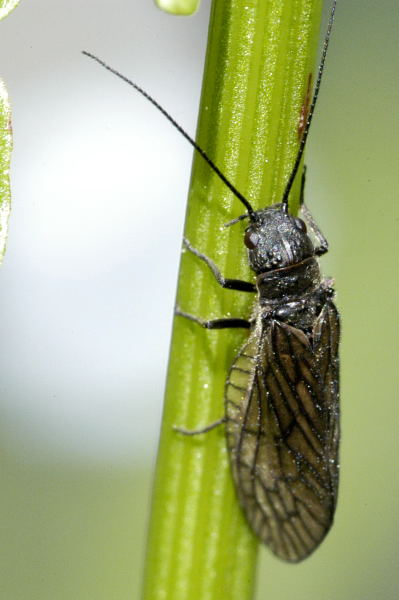
Sialis fuliginosa

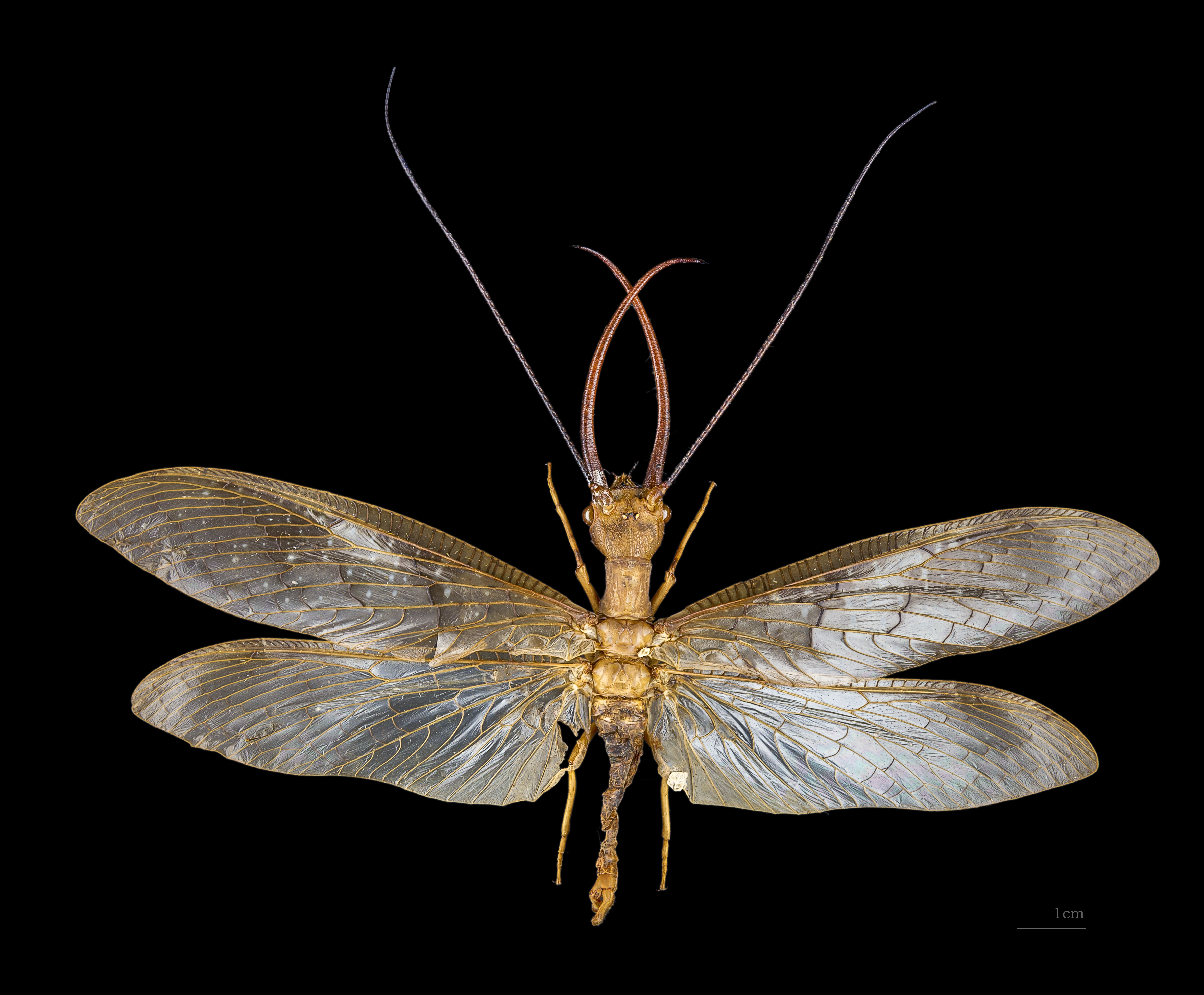
Corydalus cornutus, Männchen mit stark verlängerten Mandibeln

Die Großflügler (Megaloptera), auch Schlammfliegen genannt, sind eine Ordnung der Insekten. Die nächsten Verwandten sind die Netzflügler (Neuroptera) und die Kamelhalsfliegen (Raphidioptera). Von den 328 beschriebenen Arten (Stand: 2008) leben im Großteil Europas nur sechs, im östlichsten Europa weitere fünf. Die Körperlänge der Tiere beträgt zwischen 23 und 35 mm, die Art Acanthocorydalus kolbei kann allerdings bis zu 70 mm lang werden und eine Flügelspannweite von maximal 160 mm erreichen.

## Imagines
Die Großflügler sind relativ weichhäutige, langgestreckte Insekten. Die Fühler sind lang mit vielen gleichförmigen Gliedern. Die Komplexaugen sind von mittlerer Größe, bei der Familie Sialidae fehlen die Ocellen. Der Halsschild (Pronotum) ist schildförmig. Vorder- und Hinterflügel sind etwa gleich groß und untereinander recht ähnlich, sie weisen eine deutlich hervortretende Flügeladerung auf, die durch zahlreiche Queradern ein netzförmiges Muster bildet. Die Flügel sind groß und dunkelbraun gefärbt, sie werden in der Ruhestellung dachartig über den Körper gelegt. Die meisten Arten sind schlechte Flieger und legen nur kurze Strecken im Flug zurück. Bei einigen Arten der Unterfamilie Corydalinae aus Nordamerika (Corydalus) und Asien (Acanthacorydalis) sind die Mandibeln säbelartig verlängert. Da die Tiere keine Nahrung aufnehmen, ist der Grund dafür unbekannt, man vermutet eine Entstehung durch Konkurrenz der Männchen bei der Partnerwahl (Sexuelle Selektion). Die übrigen Arten besitzen relativ unspezialisierte Mundwerkzeuge von beißend-kauendem Typ.
Die ausgewachsenen Tiere leben in der Ufervegetation der Gewässer, in denen sie als Larven gelebt haben. Sie nehmen wenig Flüssigkeit und sonst keine Nahrung auf. Die Lebensdauer der Imagines übersteigt kaum eine Woche. Die Paarfindung der Schlammfliegen erfolgt über chemische Stoffe (Pheromone) sowie über Vibrationen. Die Paarung erfolgt am Boden.
Die Weibchen legen ihre etwa 300 bis 900 (selten bis 2.000) Eier als Gelege an harte Strukturen nahe dem Gewässer, z. B. Röhrichtpflanzen, aber auch Holz oder Steine, ab. Das Gelege ist einschichtig und durch eine braune Kittsubstanz geschützt. Die frisch geschlüpften Larven lassen sich ins Wasser fallen und beginnen dort ihre aquatische Lebensphase.

## Larven
Das erste Larvenstadium ist frei schwimmend (planktonisch), die folgenden leben am Gewässergrund.
Die Larven der Sialidae sind auffällig durch die gefiederten Tracheenkiemen an den ersten sieben Hinterleibssegmenten sowie dem langen Schwanzanhang (Terminalfilum), außerdem werden sie im Vergleich zu anderen aquatischen Insektenlarven recht groß. Lebensraum sind je nach Art sowohl schnell fließende Gewässer mit Kies- und Steingrund als auch langsam fließende oder stehende Gewässer mit Sand- oder Schlammgrund. Der deutsche Name „Schlammfliegen“ geht auf die in Europa häufigste Art Sialis lutaria zurück, die langsam fließende Gewässer bevorzugt (Name abgeleitet von lat. luturn: Schlamm). Die Larven der Corydalidae besitzen Tracheenkiemenfäden an den ersten acht Hinterleibssegmenten, anstelle des Terminalfilums besitzen sie paarige Anhänge mit Krallen.
Alle Larven leben räuberisch und ernähren sich von verschiedenen Organismen der Gewässer, etwa anderen Insektenlarven oder Ringelwürmern. Die Entwicklung dauert ein oder zwei Jahre, in kalten Gewässern wie Gebirgsseen auch drei, bei einigen Chauliodinae aus temporär wasserführenden Gewässern bis fünf Jahre. Sie verläuft über 10 Larvenstadien.

## Puppen
Die Verpuppung erfolgt an Land in einer selbst gegrabenen gewässernahen Erdhöhle. Die Puppen besitzen keine Puppenhülle, ähneln in ihrer Gestalt bereits sehr der Imago und sind frei beweglich. Ihre Körperoberfläche weist zahlreiche Dornen auf, die vermutlich dazu dienen, den direkten Kontakt mit dem Erdreich zu minimieren. Die Puppenruhe dauert in der Regel 10 bis 20 Tage.

## Systematik der Großflügler
Die Arten der Großflügler werden in zwei Familien aufgeteilt.
- Fam. Corydalidae. Verbreitet in Amerika, Südostasien, Südafrika und Australien (nur Chauliodinae).
  - Unterfam. Corydalinae. 131 Arten.
  - Unterfam. Chauliodinae. 116 Arten.
- Fam. Sialidae. 81 Arten. Vor allem in den mittleren nördlichen Breiten. Nordamerika, Europa, Nordasien.

Die in der Europäischen Union nachgewiesene Arten der Megaloptera gehören zur Gattung Sialis und sind:
- Sialis fuliginosa (Fluss-Schlammfliege) Pictet, 1836 – sehr weit verbreitet in Europa
- Sialis lutaria (Gemeine Schlammfliege) (Linnaeus, 1758) – sehr weit verbreitet in Europa
- Sialis morio Klingstedt, 1932 – Zentral- und Nordeuropa
- Sialis nigripes (Schwarzfüßige Schlammfliege) Pictet, 1865 – weit verbreitet in Europa
- Sialis sibirica MacLachlan, 1872 – nur Nordeuropa (Fennoskandinavien)
- Sialis sordida Klingstedt, 1932 – Nordeuropa (Fennoskandinavien + Estland) und Deutschland

Die Unterfamilien der Corydalidae werden von einigen Taxonomen als eigenständige Familien betrachtet.
Die Monophylie der Megaloptera sowie der Familien und Unterfamilien wurde in einer Studie anhand der mitochondrialen DNA bestätigt. Schwestergruppe der Megaloptera wären danach die Netzflügler (Ordnung Neuroptera).

## Fossile Belege
Fossile Belege dieser Insektenordnung sind sehr selten. Die ältesten Fossilien stammen aus dem oberen Perm des Kusnezker Beckens (Russland) und gehören zu den Familien Permosialidae, Parasialidae und Tychtodelopteridae. Diese Familien stehen den rezenten Corydalidae deutlich näher als den fossil erst aus eozänem Baltischen Bernstein bekannten Sialidae. Die Larven der Permosialis tragen neun Paar Tracheenkiemen, während es bei ihren rezenten Verwandten nur acht Paare sind. Bei einigen Fossilfunden aus dem Mesozoikum (Oberkreide) handelt es sich ebenfalls um Einschlüsse in Bernstein (Fundort: Taimyrhalbinsel, Sibirien).